# Pałac w Wierzbnej
Pałac w Wierzbnej – zabytkowy pałac z drugiej połowy XVIII w., we  wsi Wierzbna (województwo dolnośląskie), w Polsce,  w powiecie świdnickim, w gminie Żarów.

## Historia
Barokowy pałac z drugiej połowy XVIII w., przebudowany pod koniec XIX w.
Przeprowadzone w latach 1999-2000 badania archeologiczne wykazały, że w XIII w. w pobliżu kościoła stała murowana budowla. Mogła to być pierwotna rezydencja. Zniszczona została na przełomie XIII i XIV w. W pierwszej połowie XV w. niemal na tym samym miejscu powstała kolejna budowla. Zachowana wieża w pałacu barokowym łączona jest murowanym dworem wymienionym w akcie sprzedaży wsi w 1403 r. bądź z budynkiem wzniesionym przez opata cystersów z Krzeszowa w 1447 r. Wieża mieści się we wschodnim skrzydle założenie pałacowego. Do dziś widoczne są jego relikty – mury zachowały się do wysokości 9,3 m. Wieża na planie prostokąta o wymiarach 15 x 12,7 m, podzielona jest na dwa pomieszczenia i wzniesiona została z kamienia łamanego (miejscowego granitu) spojonego zaprawą wapienną. Naroża budowli wzmocnione dużymi starannie obrobionymi ciosami kamiennymi. Obiekt podpiwniczony, sklepiony kolebą. Wieża co najmniej dwa razy gruntownie przebudowywana. Widoczne w bryle pałacu wtórnie wykorzystane detale architektoniczne (nadproża i węgary okienne). W początkach XVI w. doszło do przebudowy obiektu.
Po 1683 r. dwór przebudowano na okazałą rezydencję opata. W wyniku dodania do starego dworu dwóch skrzydeł powstało założenie pałacowe o kształcie podkowy. Około 1893 r. nastąpiła przebudowa pałacu w celu nadania mu odpowiedniego dla epoki standardu mieszkalnego. Po zakończeniu II wojny światowej majątek i pałac zajęła Armia Czerwona. Budynek pałacowy został wtedy zdewastowany. Po przejęciu dóbr „podworskich” przez PGR pałac nie został zagospodarowany i w szybkim tempie niszczał. Od kompletnej ruiny uchroniła go decyzja o przekształceniu budowli na cele mieszkalne. W latach 60. XX w. przeprowadzono pobieżny remont, w trakcie którego dokonano szeregu zmian w rozplanowaniu wnętrz. Nie powstrzymało to procesu degradacji budowli, która na przełomie wieków była już tylko zamieszkałą ruiną. Zimą 2002 r. kompleks pałacowo-parkowy nabyła Fundacja „Zamek Chudów”. W krótkim czasie zabezpieczyła zespół pałacowy ogradzając jego obszar oraz uporządkowała park, który pozostał ogólnodostępny. Przy pałacu park z drugiej połowy XVII w., zmiany w XIX w., ogrodzenie murowane z bramą, z drugiej połowy XVII w. oraz folwark, z 1870 r.

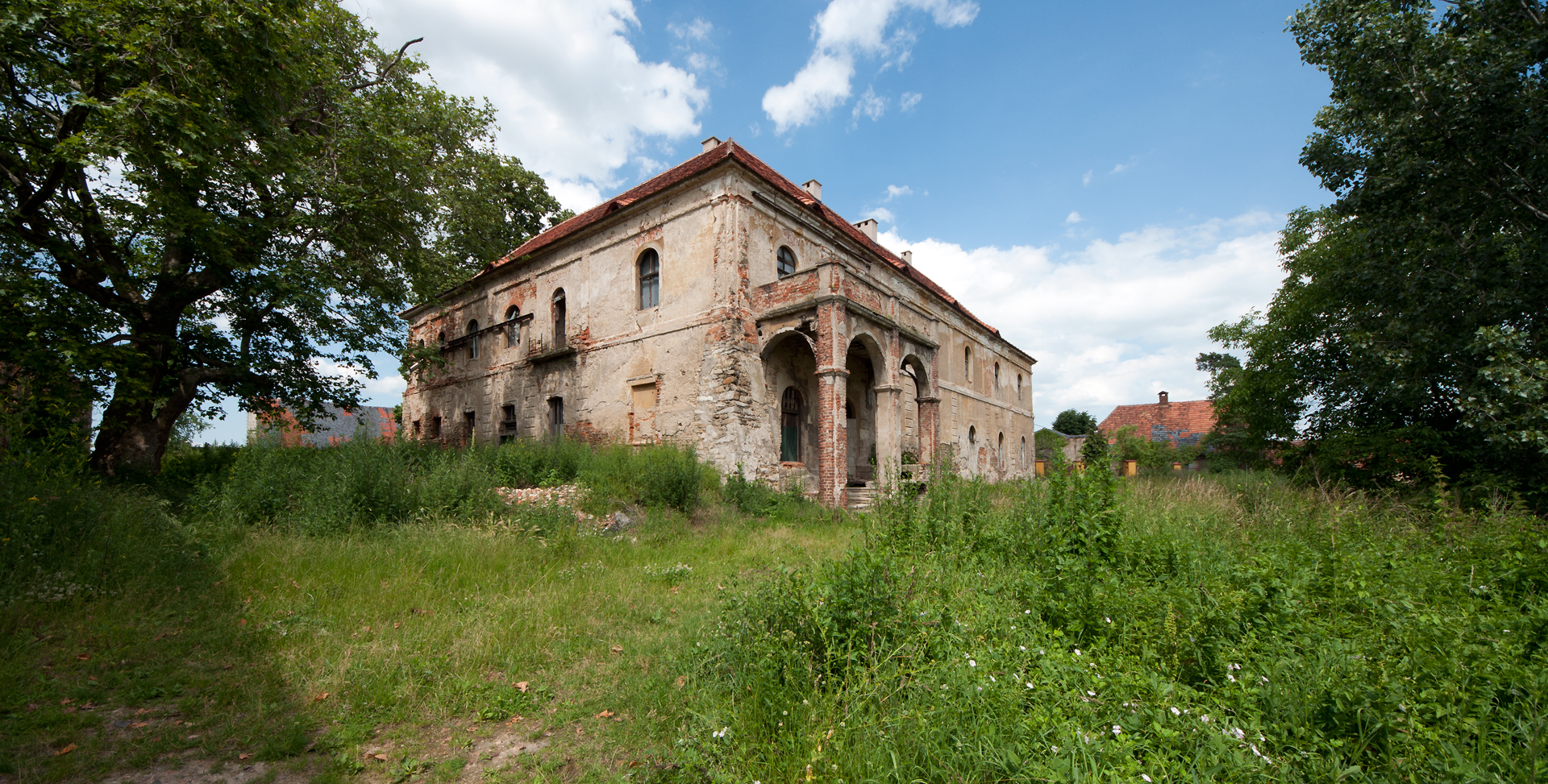
Pałac opata
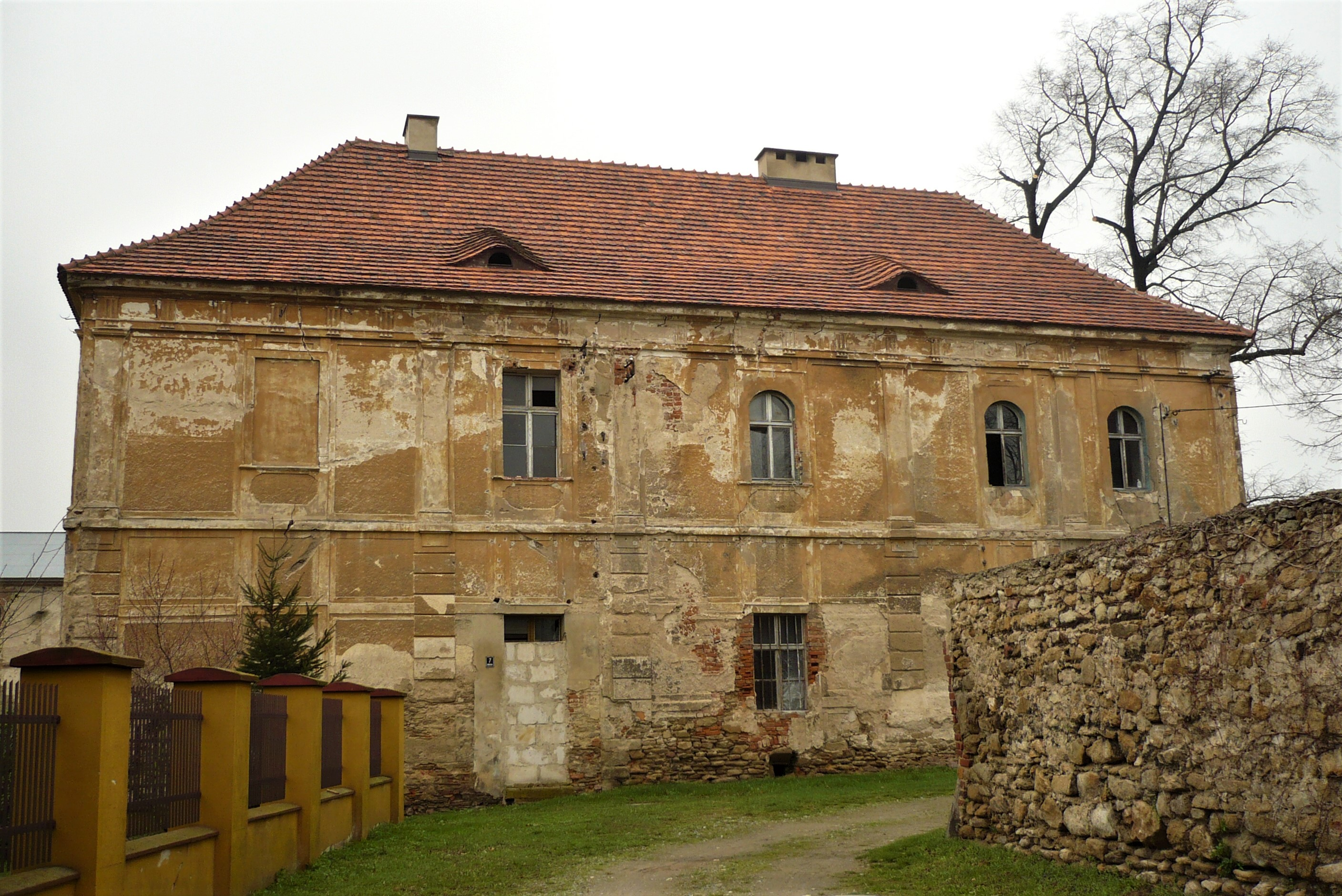
Pałac opata